# Bugulma-Belebeier Höhen
Die Bugulma-Belebeier Höhen (russisch Бугульми́нско-Белебе́евская возвы́шенность, Bugulminsko-Belebejewskaja woswyschennost) sind ein etwa 200 bis 400 m hohes System von Höhenzügen in Russland zwischen der mittleren Wolga, ihrem Nebenfluss Kama und deren Zufluss Belaja.

## Geographie und Geologie
Die sich in Nord-Süd-Richtung über etwa 350 und in Ost-West-Richtung über etwa 250 Kilometer erstreckenden Bugulma-Belebeier Höhen bestehen vorwiegend aus stufenförmig ansteigenden, flachen Hügeln. Sie sind nach den in ihrem Zentralteil gelegenen Städten Bugulma und Belebei benannt. Die einzelnen Höhenzüge sind durch verhältnismäßig tief eingeschnittene Flusstäler voneinander abgegrenzt und erstrecken sich überwiegend in nordwest-südöstlicher Richtung. Die Hauptachse verläuft etwa von Kamskije Poljany an der Kama in Richtung Kumertau. Die mit 422,4 m über dem Meeresspiegel höchste Erhebung liegt gut 20 Kilometer östlich von Belebei. Im Südosten gehen die Bugulma-Belebeier Höhen ohne scharfe Abgrenzung in den Höhenzug Obschtschi Syrt über.
In Bugulma-Belebeier Höhen hat eine Vielzahl von linken Nebenflüssen der Wolga, Kama und Belaja ihren Ursprung (von Südwesten im Uhrzeigersinn): Großer Kinel (Bolschoi Kinel, Nebenfluss der Samara), Sok mit Kondurtscha, Großer Tscheremschan (Bolschoi Tscheremschan), Scheschma, Ik, Sjun und Djoma.
Die Höhenzüge sind vorwiegend aus Kalk-, Sand- und Tonstein gebildet. Die zutage tretenden Schichten stammen aus dem Paläogen und überdecken paläozoische Ablagerungen (Devon bis Perm). Das Grundgebirge besitzt insbesondere unter dem nördlichen Teil der Bugulma-Belebeier Höhen eine kuppelförmig aufgewölbte Struktur, die Tatarische Kuppel (russ. Tatarski swod) genannt wird.
Im Bereich der Bugulma-Belebeier Höhen überwiegen Waldsteppen- und Steppenlandschaften, die größtenteils ackerbaulich genutzt werden; die höheren Lagen sind vielfach bewaldet.
Die Höhen nehmen den Südwestteils der Republik Tatarstan den Westen der Republik Baschkortostan, den Nordosten der Oblast Samara und den Norden der Oblast Orenburg ein. Weitere bedeutende Städte in den Bugulma-Belebeier Höhen außer den namensgebenden sind Almetjewsk und Leninogorsk in Tatarstan, Oktjabrski und Tuimasy in Baschkortostan sowie Buguruslan in der Oblast Orenburg.

## Wirtschaft und Infrastruktur
Bedeutendster Wirtschaftsfaktor ist die Zugehörigkeit der Bugulma-Belebeier Höhen zum Erdöl- und Erdgasfördergebiet zwischen Wolga und Ural, das bei seiner Entdeckung ab Ende der 1920er-Jahre als „Zweites Baku“ gefeiert wurde. Im Bereich der Höhen liegen so bedeutsame Lagerstätten wie Romaschkinskoje (westlich von Almetjewsk), Nowojelchowskoje, Tuimasinskoje, Bawlinskoje, Schpakowskoje und Buguruslanskoje, die ab den 1940er-Jahren entdeckt wurden.
Die Bugulma-Belebeier Höhen werden von der Eisenbahnstrecke Samara – Ufa – Tscheljabinsk, Teil der Südroute der Transsibirischen Eisenbahn, sowie der Strecke Uljanowsk – Tschischmy von West nach Ost durchquert. Von Letzterer zweigt bei Bugulma eine in durch das Gebiet in nördlicher Richtung nach Nabereschnyje Tschelny und weiter führende Strecke ab. Den zentralen Teil der Höhen durchquert auch die Fernstraße M5, die wichtigste Verbindung zwischen Moskau und dem Ural sowie Sibirien.